# جون هوفر (نحات)
جون هوفر (بالإنجليزية: John Hoover)‏ هو نحات أمريكي، ولد في 13 أكتوبر 1919 في كوردوفا في الولايات المتحدة، وتوفي في 3 سبتمبر 2011 في واشنطن في الولايات المتحدة.